# Budynek przy ul. Przedzamcze 8 w Toruniu
Budynek przy ul. Przedzamcze 8 w Toruniu – budynek mieszczący się na Nowym Mieście w Toruniu, od 2015 roku siedziba toruńskiego oddziału Regionalnego Inkubatora Przedsiębiorczości Kujawsko-Pomorskiego Funduszu Pożyczkowego.
Pod koniec lat 80. XIX wieku zapadła decyzja o wybudowaniu szpitala miejskiego przy ul. Przedzamcze (wówczas Schlossstrasse). Budynek szpitala zaprojektował Otto Schmidt w marcu 1890 roku, projekt został zaakceptowany w listopadzie tego samego roku. Do momentu otwarcia szpitala przy ul. Batorego w 1938 roku był to jedyny zakład zamknięty zarządzany przez władze samorządowe. W szpitalu mieściły się: sale chorych, sala operacyjna, rentgen oraz trzy oddziały (wewnętrzny, chirurgiczny, zakaźny). Szpital borykał się z trudnymi warunkami lokalowymi oraz brakiem personelu lekarskiego i pomocniczego. Tuż po zakończeniu II wojny światowej szpital był jedynym czynnym szpitalem w Toruniu. W 1945 roku działały oddziały: chirurgiczny, wewnętrzny, położniczo-ginekologiczny. 1 sierpnia 1946 roku utworzono oddział dziecięcy, w następnych latach: laryngologiczny, neurologiczny, oftalmiczny.
Od 2015 roku w budynku działa toruński oddział Regionalnego Inkubatora Przedsiębiorczości Kujawsko-Pomorskiego Funduszu Pożyczkowego.
Budynek figuruje w gminnej ewidencji zabytków (nr 211).